# Ilias (Ort)
Ilias (albanisch indefinit, definit Iliasi; manchmal auch Iljas respektive Iljasi, Lata, (He)Liates oder Lotes) ist ein Haufendorf an der Albanischen Riviera im Süden Albaniens am Ionischen Meer. Es gehört neben 22 anderen Ortschaften zur Bashkia von Himara.

## Geographie

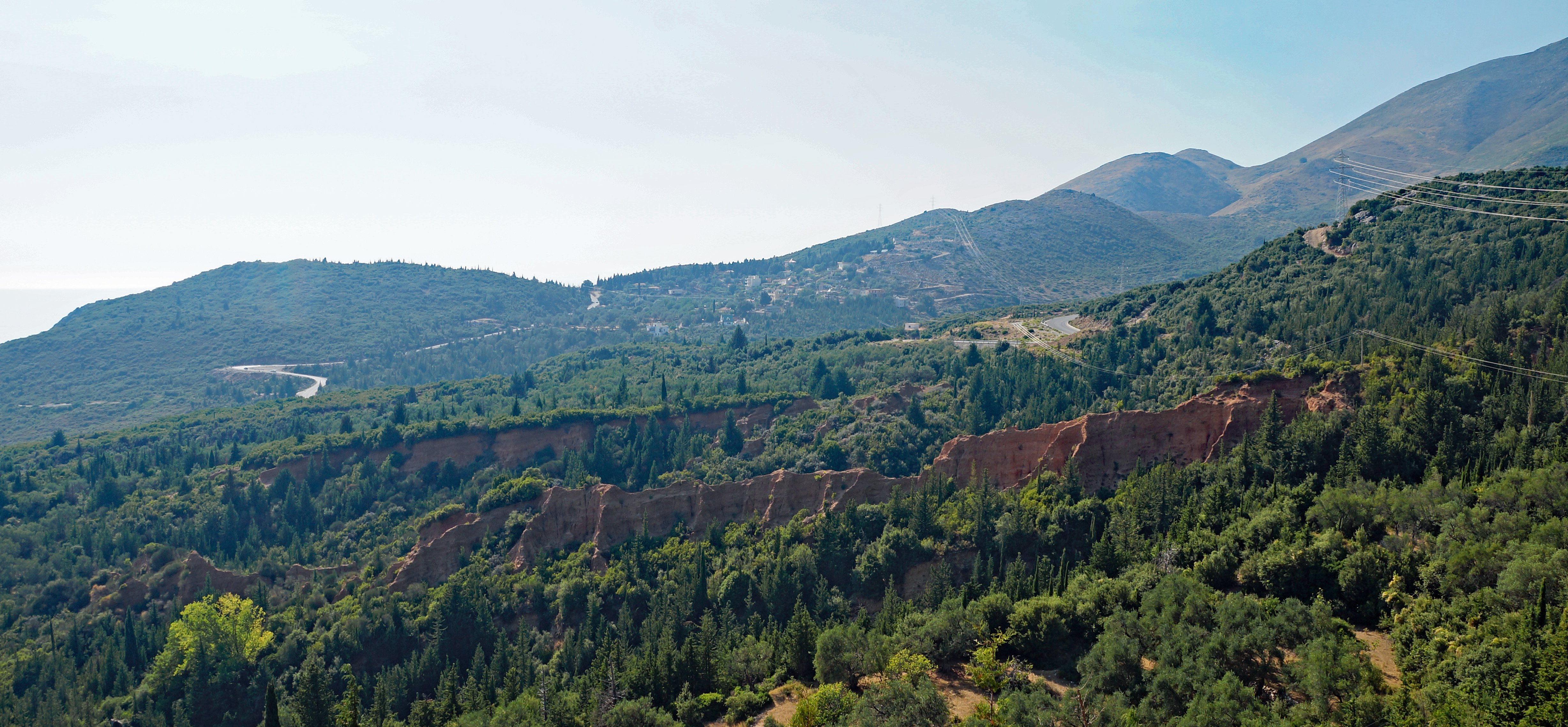
Das Dorf in den Hügeln über dem Meeresufer

Östlich von Ilias liegt Vuno, westlich Dhërmi.
Ilias befindet sich an einem Südosthang eines Hügels oberhalb des Meeres auf rund 335 m ü. A. Über dem Dorf erhebt sich das Ceraunische Gebirge, das hier Höhe von über 1750 m ü. A. erreicht. Bis zum Ufer des Ionischen Meers sind es nicht ganz zwei Kilometer (Luftlinie). Zwischen Dorf und Küste liegen ein kleiner Hügel und ein recht flacher Bereich, bevor es fast 200 Meter steil zum Wasser abfällt.
Östlich vom Dorf schneidet sich tief der Bach Gjipe in die Hügellandschaft ein. Die enge Schlucht, ein nationales Naturdenkmal, verengt sich zum Canyon mit senkrechten Wänden und zieht sich bis zum gleichnamigen Strand. Der beliebte Strand von Gjipe (alb. Plazhi i Gjipesë) liegt abgeschieden von hohen Felswänden umgeben. Er ist über ein vier Kilometer langes Sträßchen mit der SH8 verbunden; die Abzweigung liegt etwas unterhalb des Dorfes, und die letzten anderthalb Kilometer sind unasphaltiert und in sehr schlechtem Zustand. Auch ein Wanderweg führt von der Nationalstraße zum Strand hinunter.
In Ilias stehen 34 bewohnte Häuser (Stand 2020). Vor allem Rentner gelten zu den ständigen Einwohnern. Ein großer Teil der Bevölkerung ist nämlich in Vlora arbeitstätig und wohnhaft, vor allem am Wochenende kehren sie ins Dorf zurück.

## Geschichte
Rund um das Dorf finden sich prähistorische Überreste, unter anderen die rund 3000 Jahre alten Mauern auf dem Hügel Cikopula über dem Dorf.
Der Name des Dorfes leitet sich vom Heiligen Elias ab. Erstmals erwähnt wurde es 1551. Früher gehörte Ilias zu Vuno.

## Wirtschaft

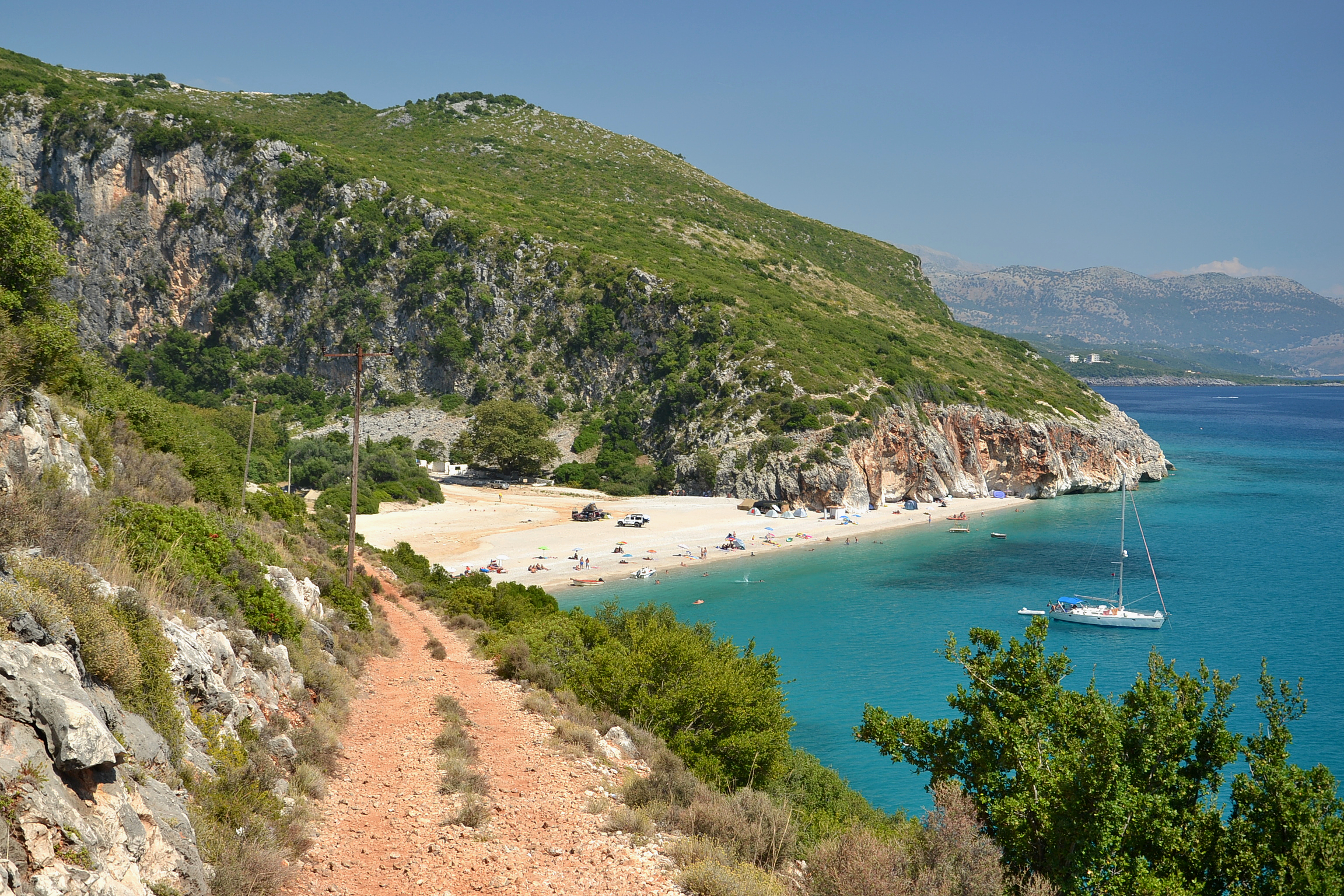
Der Strand von Gjipe mit dem Weg, der von Ilias dort hinführt. (2014)

Einfache Touristische Angebote – Strandcafés und Camping – gibt es insbesondere am Gjipe-Strand, der noch nicht verbaut und auch nicht per Straße erschlossen ist.
Die Landwirtschaft wird vom Anbau von Oliven- und Zitrusbäumen geprägt.

## Verkehr
Ilias liegt an der gut ausgebauten SH8, die sich östlich von Ilias durch die Schlucht des Gjipe-Baches windet. Die Nationalstraße verbindet (Fier und) Vlora mit Saranda – Vlora und Saranda sind jeweils eine anderthalbstündige Autofahrt vom Dorf entfernt.

## Sehenswürdigkeiten
Die Dorfkirche ist Nikolaus von Myra geweiht.
Oberhalb des Gjipe-Strands befinden sich die Ruinen eines verlassenen Klosters aus dem 14. Jahrhundert, das Theodor Tiro oder Theodor Stratelates geweiht und auf dem Fundament eines Zeus- und Artemis-Tempels erbaut wurde. Wandmalereien stammen aus dem später 18. Jahrhundert. Ab 1946 wurde das Kloster militärisch genutzt. Seit 2018 ist die Anlage restauriert.
Hoch über dem Dorf befindet sich das Kloster von Stravidh. Die Kirche ist der Heiligen Maria gewidmet. Am 15. August versammeln sich die Bewohner, um dort Mariä Himmelfahrt zu feiern.

## Legende
Ilias gilt als kleinstes Dorf an der Albanischen Riviera.
Laut einer Legende soll der Mönch Kosmas von Ätolien diese Gegend bereist und in Ilias Halt gemacht haben. Er wünschte Wasser, was ihm von den Dorfbewohnern verwehrt wurde. Deswegen verfluchte er das Dorf: Demnach soll Ilias nie größer als 30 Häuser werden, nach anderer Quelle nicht mehr als sieben Häuser. Neu gebaute Häuser würden zum Einsturz oder zum Brand von älteren Häusern führen.